# Jai Ho
"Jai Ho" é um single de 2008 do músico indiano A. R. Rahman, que a cantou junto com o grupo Pussycat Dolls. A canção Jai Ho faz parte da trilha sonora do filme Quem Quer Ser um Milionário? (composta por A. R. Rahman) e ganhou o Oscar de melhor canção 2009. Traduzido do hindi significa "May You Be Victorious" (Que Você Seja Vitorioso)